# جان کارلین
جان کارلین (به انگلیسی: John Carlin) (زاده ۱۲ مه ۱۹۵۶) نویسنده و خبرنگار انگلیسی است.